# Longchuan, Heyuan
Longchuan, även romaniserat Lungchün, är ett härad i Heyuans stad på prefekturnivå i provinsen Guangdong i sydöstra Kina.
Longchuan är indelat i 24 köpingar (zhen).
- Beiling (贝岭镇)
- Chetian (车田镇)
- Chiguang (赤光镇)
- Dengyun (登云镇)
- Fengren (丰稔镇)
- Heshi (鹤市镇)
- Huangbu (黄布镇)
- Huangshi (黄石镇)
- Huilong (廻龙镇)
- Laolong (老隆镇)
- Liju (黎咀镇)
- Longmu (龙母镇)
- Mabugang (麻布岗镇)
- Shangping (上坪镇)
- Sidu (四都镇)
- Tianxin (田心镇)
- Tiechang (铁场镇)
- Tongqu (通衢镇)
- Tuocheng (佗城镇)
- Xi'ao (细坳镇)
- Xintian (新田镇)
- Yanzhen (岩镇镇)
- Yidu (义都镇)
- Zishi (紫市镇)